# Montbellet
Montbellet település Franciaországban, Saône-et-Loire megyében. Lakosainak száma 864 fő (2022. január 1.). Montbellet Pont-de-Vaux, Saint-Bénigne, Burgy, Lugny, Uchizy, Viré és Fleurville községekkel határos.

## Népesség
A település népességének változása:
| Lakosok száma | 806  | 801  | 824  | 800  | 816  | 828  | 841  | 845  | 864  |
|               | 2013 | 2015 | 2016 | 2017 | 2018 | 2019 | 2020 | 2021 | 2022 |